# スペース・インベーダー・パートII事件
スペース・インベーダー・パートII事件（スペース・インベーダー・パートツーじけん）は、ゲーム会社タイトーが、同社の販売するビデオゲーム『スペースインベーダー・パート2』のプログラムを無断でコピーし他のゲーム機のROM（記憶装置）に収納して販売したオペレーター会社に対し、ゲームの無断複製は著作権の侵害にあたるとして損害賠償を求めた民事訴訟事件。
1982年（昭和57年）12月6日に下された判決では、コンピュータプログラムは「著作権法上保護される著作物に当たる」と原告タイトーの主張を認め、被告に損害賠償が命じられた。
本件は、日本で初めてコンピュータのプログラムを著作権法上の「著作物」と認めたリーディングケースであり、昭和60年の著作権法改正にも影響を与えた。
なお、作品の題名について、スペースインベーダーシリーズの公式サイトでは『スペースインベーダー・パート2』となっているが、本記事名では、判決文の表記に準じて『スペース・インベーダー・パートII』としている。

## 経緯

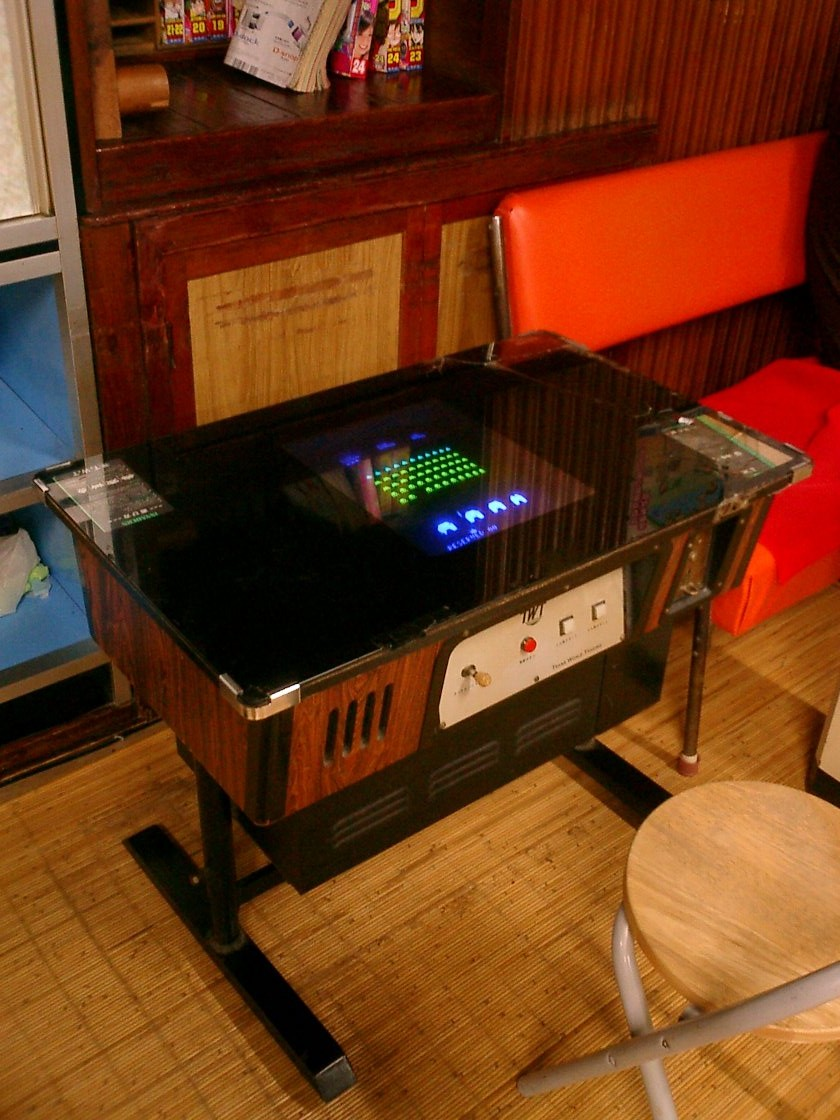
インベーダーゲームのテーブル型筐体。

タイトーの子会社であるパシフィック工業の西角友宏が開発し、1978年にタイトーが販売したビデオゲーム『スペースインベーダー』は、そのオリジナリティと中毒性から瞬く間に大人気となり、日本全国で「インベーダーブーム」とも呼ばれる社会現象を巻き起こした。一方で、当時日本のビデオゲーム業界はまだ黎明期でもあり、ビデオゲームをコピー品から保護する確固とした法的根拠が無く、人気ゲームであった『スペースインベーダー』も無断コピー品が後を絶たなかった。1979年7月の時点で市場に出回っていたインベーダーゲームの台数は少なくとも30万台（実際は50万台とも）と推定されているが、そのうちタイトーの出荷台数は10万台で、タイトーが許諾などした台数は10万台とされ、残りはすべて無断コピー製品であった。
こうした中、タイトーは『スペースインベーダー』のコピー品のひとつである『ファイティングミサイル』（1979年1月販売。3月以降は『スペースミサイル』に改名し販売）を製造販売した会社に対し、不正競争防止法と著作権法に基づいて損害賠償を求める訴えを1979年8月に起こした。1982年9月27日の判決では、不正競争行為を認め損害賠償を命じ仮執行を宣言した、ビデオゲームのコピー品に対する不正競争防止法に基づく日本初の判決となったものの、著作権（複製権）の侵害については判断が示されなかった。
『スペースインベーダー』ブームは一年ほどで落ち着き始め、タイトーは開発者西角に続編の製作を急がせ、1979年8月に『スペースインベーダー』の続編『スペースインベーダー・パート2』を発売したが、この『パート2』にも程なく無断コピー品が登場した。このコピー品は、東京都内のゲーム機オペレータ会社が、顧客の求めに応じて他のゲーム機から基板を取り出し、業者に依頼して基板のROMに『スペースインベーダー・パート2』と同じプログラムを収納させ、元のゲーム機に戻すという手法で製造、販売されたものであった。タイトーは1979年11月2日、これらの行為はコンピュータプログラムの「複製」であり著作権侵害にあたるとして、製造販売を行ったオペレータ会社と同社社長を相手に損害賠償を請求する訴えを東京地裁に提起した。

## 争点
当時の著作権法第10条第1項の例示には「プログラムの著作物」は含まれておらず、本件ではコンピュータのプログラムが著作権法上の「著作物」であるかが争点となった。
このプログラムの著作物性について、原告タイトーは「本件プログラムは、著作物に当たる」と主張したが、被告側は「プログラムに使用されている記号語は人間に理解できるものではなく、客観的に思想を表現するものでないから、プログラムは著作物に当たらない。また著作権法第10条第1項各号に例示されている著作物のいずれにも属さないから著作物ということはできない」と反論した。また「（当時のゲーム）業界においては、ゲームマシンのプログラムの内容を他のゲームマシンのROMに収納する場合、製作者の許諾を得ないのが通例である」とも主張した。

## 判決
提訴から約3年後の1982年（昭和57年）12月6日、東京地裁は原告タイトーの請求を認める判決を下した。
判決では、プログラムの著作物性について、
と述べ、プログラムは「作成者の独自の学術的思想の創作的表現」であるとして著作物性を認めた。
また、ROMに記録されているプログラムを他のROMに記録する行為が「複製」に当たるかという点について、
と述べてオブジェクトプログラム（オブジェクトコード、機械語）をソースプログラム（ソースコード）の複製物と捉え、オブジェクトプログラムのコピーは「複製物から更に複製物を作出したことに当たる」との判断を示した。

## 影響
本件はコンピュータープログラムを著作物と認定した日本で初めての「画期的な判決」であり、業界紙でも「単にTVゲームのコピー問題だけでなく、広くコンピュータープログラム（ソフトウェア）を著作権で保護することを明らかにした点でもその意義は画期的」と報じられ、以後プログラムの著作物性を認める判決が続いた。
当時コンピュータプログラム（ソフトウェア）がハードウェアから独立してその価値を認められるようになるにつれ、ソフトウェアを法的にどのように保護するかで論争が生じていた。何を著作権法で保護し何を保護しないかは、著作物の定義規定から導くよりも産業政策的な判断によって決められることも多く、日本では通商産業省が特許法の側面からのソフトウェア保護の新規立法を目指し、一方で文化庁は本事件を契機として著作権法の改正作業に取り掛かっており方法論が対立していたが、1982年（昭和57年）に日立・IBM事件（IBM産業スパイ事件）が発生した影響もあり、アメリカの圧力を受けて1985年（昭和60年）に著作権法が改正され、著作物の例示のひとつに「プログラムの著作物」が明記された。
著作物性の要件を立証する責任は原告側にあり、それまでプログラムが著作物であることを立証することが原告側にとって大きな負担となっていたが、本件判決および昭和60年著作権法改正によってプログラムが著作物として認めらたことでその負担は軽減された。
コンピュータソフトウェア著作権協会（ACCS）専務理事の久保田裕は「ゲームの法的手続きの最初の一歩」だったと評価した。
プログラムが著作物として認められた一方で、異なるプログラムでゲーム内容が同じとなるような実質的無断コピー品は対象とならず、ゲーム業界では米国著作権法のような「視聴覚著作物としての著作権」を求める声があった。この点については、1984年（昭和59年）9月28日のパックマン事件判決でビデオゲームが「映画の著作物」として認められ、以後ゲームは「映画の著作物」を主に、「プログラムの著作物」を二次的なものとして法的に保護されていった。